# Jo Koster

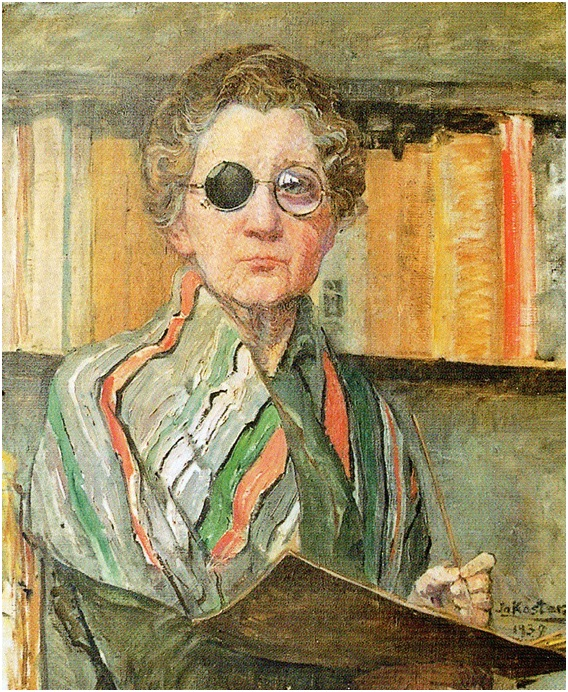
Selbstporträt Jo Koster, 1939

Johanna Petronella Catharina Antoinetta (Jo) Koster (* 16. April 1868 in Kampen; † 17. Januar oder 15. April 1944 in Heelsum, Gemeinde Renkum) war eine niederländische Grafikerin, Lehrerin und Malerin.

## Leben
Jo Koster wurde als Tochter des Berufsoffiziers Johannes Petrus Koster (1830–1886) und von Catharina Antoinetta van Veen (1840–1921) in Kampen als drittes von acht Kindern geboren. Drei ihrer Schwestern starben im Säuglingsalter. Die Familie musste wegen des Berufs des Vaters häufig umziehen. Jo war Schülerin an der „Middelbare meisjesschool“ (Höhere Mädchenschule) in Dordrecht. Zwischen 1881 und 1885 erhielt sie Malunterricht bei Roland Larij. Ab 1885 besuchte sie die „Rijksnormaalschool voor Tekenonderwijs“ (Staatliche Schule für Zeichenlehrer) in Amsterdam und 1888 bis 1892 die „Academie voor Beeldende Kunsten Rotterdam“ (Akademie der Schönen Künste in Rotterdam, heutiger Name Willem de Kooning Academie). Sie wurde unter anderem von Jan Striening unterrichtet und gab auch selbst Kurse für Studenten. Im Jahr 1891 stellte sie zum ersten Mal in einer Gruppenausstellung von Malern in Amsterdam aus. Gefördert durch ein „Koninklijke Prijs voor Vrije Schilderkunst“ (Königliches Stipendium für freie Malerei) setzte sie 1894 ihre Ausbildung an der Académie Julian und der Académie Colarossi in Paris und 1894 von 1897 an der Académie royale des Beaux-Arts de Bruxelles in Brüssel bei Ernest Blanc-Garin fort.
Ab 1897 lebte sie in Den Haag, bis sie 1899 in das Künstlerdorf Laren zog, wo sie bis 1900 bei der Malerin Adriana van Rees-Dutilh wohnte und neben der Landschaft auch die Menschen der Region malte, wie Bauern und Arbeiter. In Staphorst, wo Koster seit 1900 fast jedes Jahr für längere Zeit arbeitete, malte sie vor allem Menschen in traditioneller Kleidung und Interieurs. 1902 ließ sie sich in Zwolle nieder. Auch dort malte sie die Landschaft und romantisierte Darstellungen von arbeitenden Bauern und Handwerkern. Ihren Lebensunterhalt bestritt sie durch ihre Tätigkeit als Künstlerin und Lehrerin. Ihre Freundin Lidy van Spengler-van Bosse vermittelte ihr Porträtaufträge in Zwolle und Umgebung. Koster verkaufte Porträts, weitere Gemälde, dekorative Entwürfe, Holzschnitzereien und Kunsthandwerkarbeiten. Außerdem gab sie Unterricht und entwarf als Auftragsarbeiten Exlibris, Illustrationen und Paravents. Auch der Kunsthistoriker und -kritiker Hendricus Petrus Bremmer empfahl sie an Schüler und vermittelte beim Verkauf ihrer Bilder. Auf seine Empfehlung hin erwarb Helene Kröller-Müller Werke von Koster. 1904 wurden zwei Bilder von ihr bei der Ausstellung im Stedelijk Museum Amsterdam ausgestellt.
1910 ließ Koster sich in Hattem ein Haus mit Atelier bauen, wo sie bis etwa 1924 lebte. Sie war Mitglied im Künstlerverein Arti et Amicitiae in Amsterdam, in der Künstlervereinigung Kunstenaarsvereniging Sint Lucas und der „Vereeniging van Beeldende Kunstenaars 'De Rotterdammers'“ und nahm an deren zahlreichen Ausstellungen teil. Nach Ende des Ersten Weltkrieges unternahm sie mehrere Arbeitsreisen, unter anderem nach England, Positano 1923 bis 1924 und San Gimignano von 1925 bis 1927, in die Bretagne 1927 bis 1929 und Mallorca 1932 bis 1933, teilweise in Begleitung ihrer Schüler oder befreundeter Künstlerinnen wie Sara van Heukelom oder Truus van Hettinga Tromp. Von dort verfasste sie Reiseberichte für den „Provinciale Overijsselsche en Zwolsche Courant“.
1934 zog Koster nach Den Haag und bewohnte eine Etage im Haus von Hettinga Tromp. Sie wurde Mitglied des Pulchri Studio und verlegte sich auf das Malen von Stillleben. Anlässlich ihres 70. Geburtstags fanden Ausstellungen in Den Haag, Dordrecht und Amersfoort statt. Ihre letzte Retrospektive war im Februar 1942 in Rotterdam bei den Kunsthändlern Unger und Van Mens. Danach durfte sie nicht mehr ausstellen, da sie sich nicht bei der „Nederlandsche Kultuurkamer“ angemeldet hatte, einer von den deutschen Besatzern während des Zweiten Weltkriegs eingerichtete Kontroll- und Zensurinstitution, der alle Künstler angehören mussten, um arbeiten zu dürfen. Als ein Teil von Den Haag 1942 evakuiert wurde, konnten Koster und Hettinga Tromp bei Hettingas Schwester in Zaltbommel unterkommen. 1943 wurde bei Koster Krebs diagnostiziert und im April 1944 starb sie im Haus ihrer Freundin Lidy van Spengler in Heelsum.

## Werk

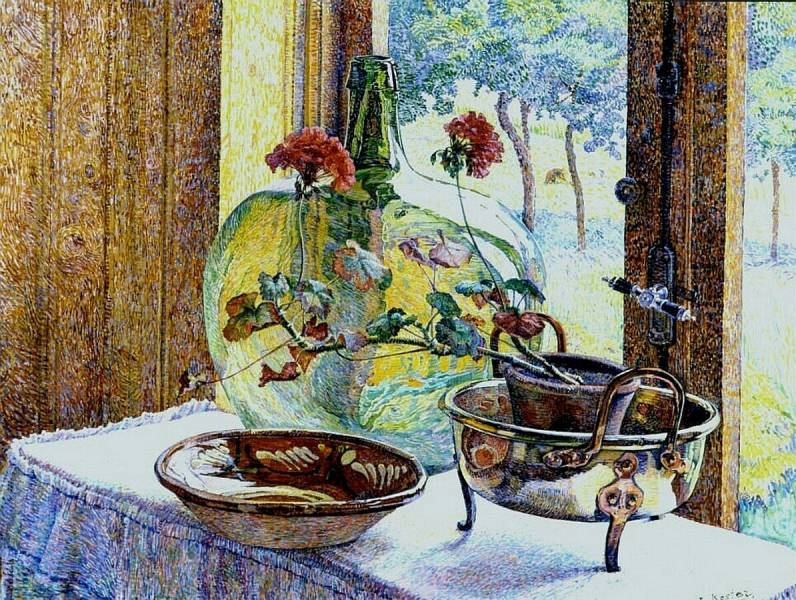
Stilleven, 1912
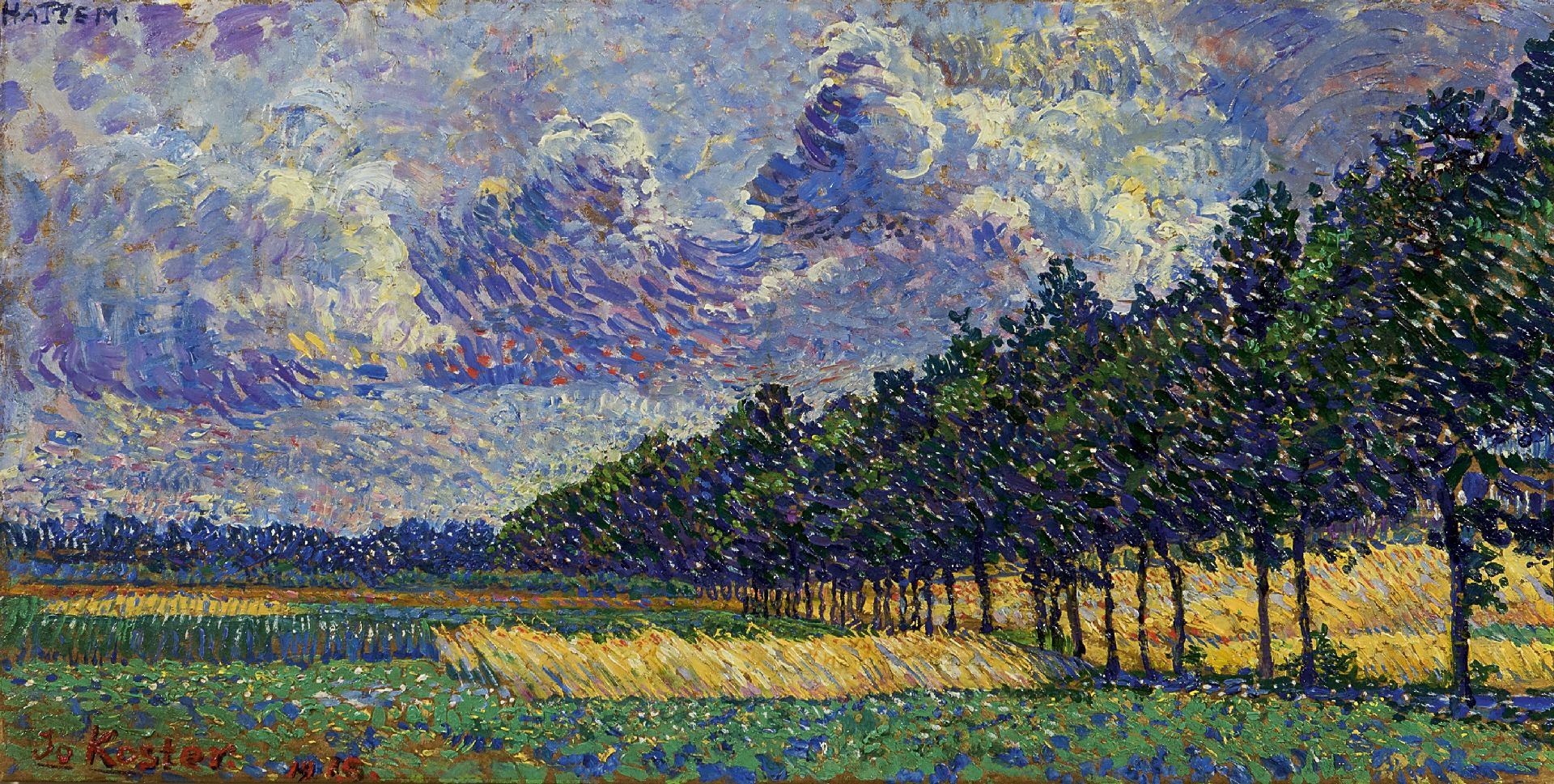
Landschaft bei Hattem, 1915
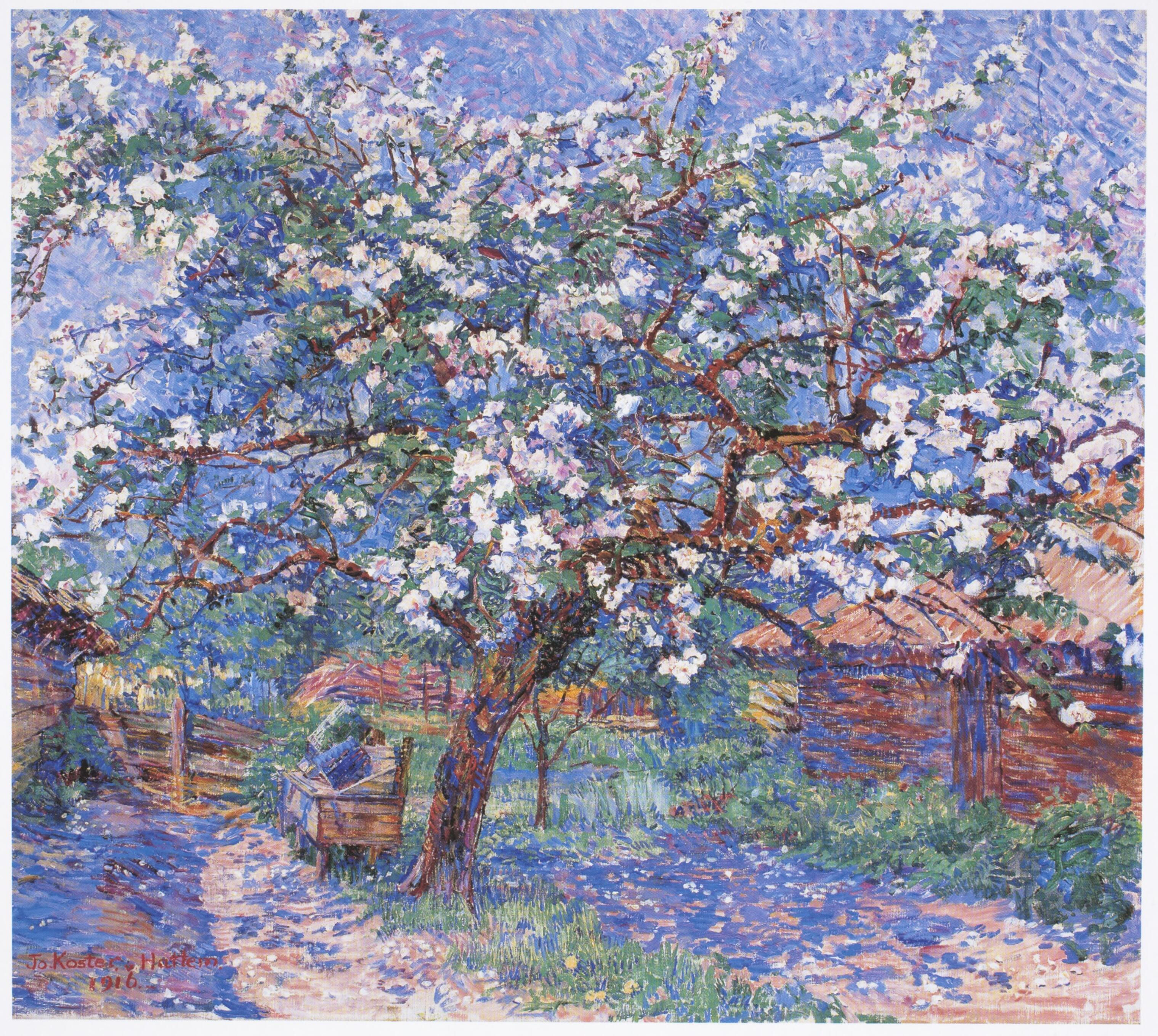
Bloeiende boom in een tuin, 1916
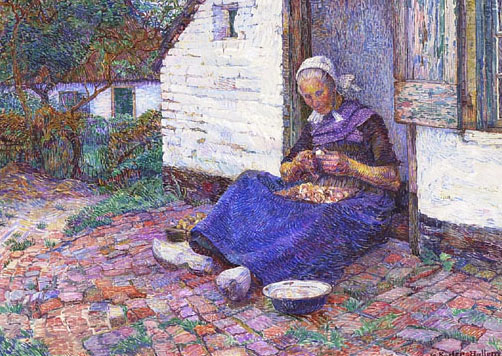
Aardappelschillende vrouw, 1916

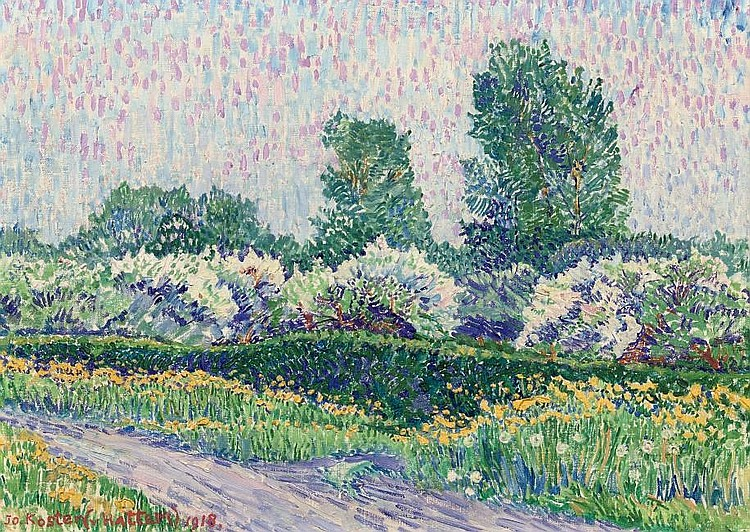
Vruchtboompjes, 1918
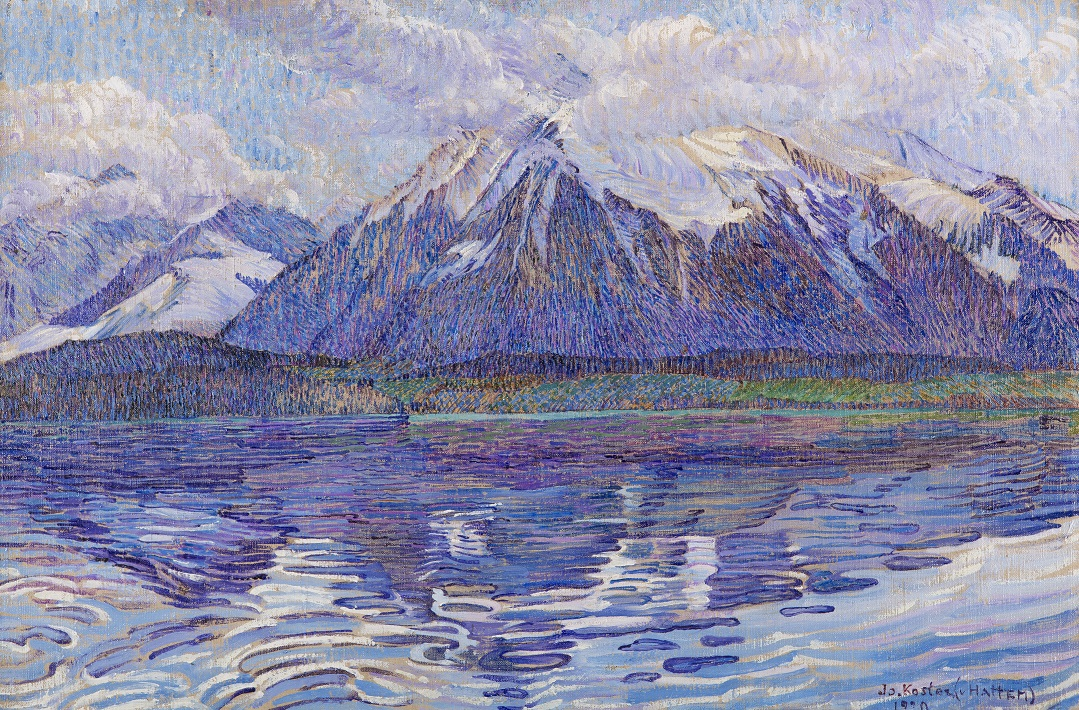
Bergmeer in de Alpen, 1920
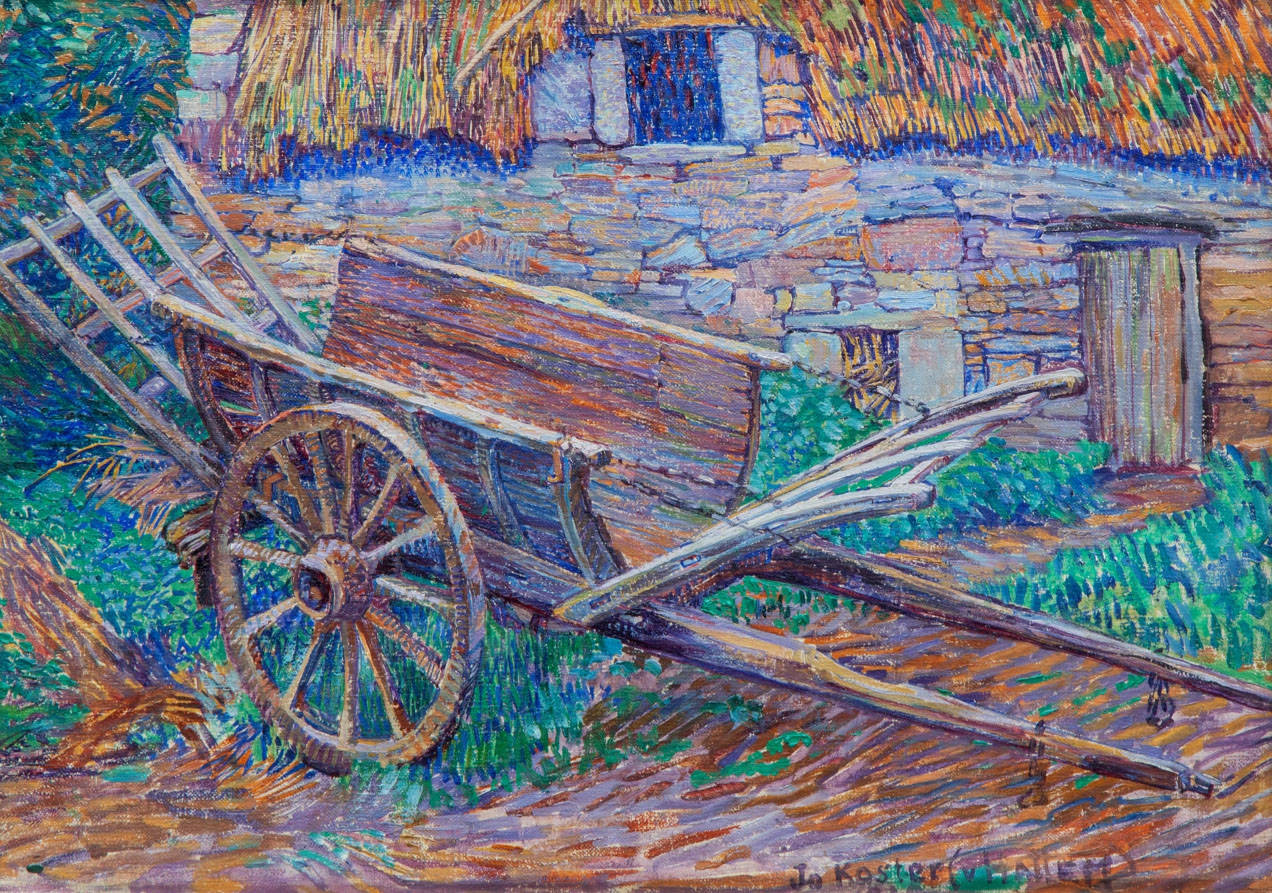
A wheelbarrow in front of a farm, 1920
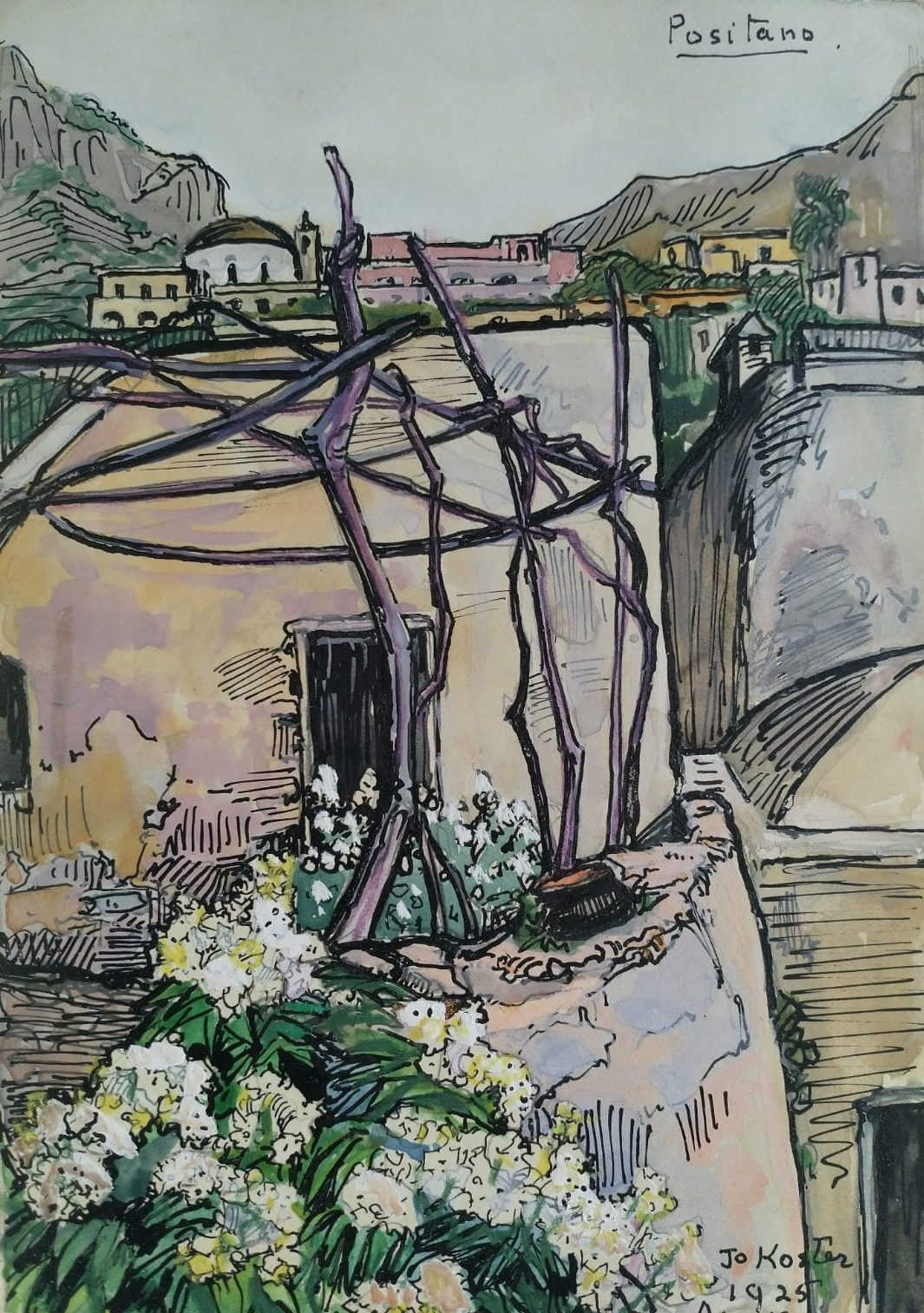
Positano, 1925
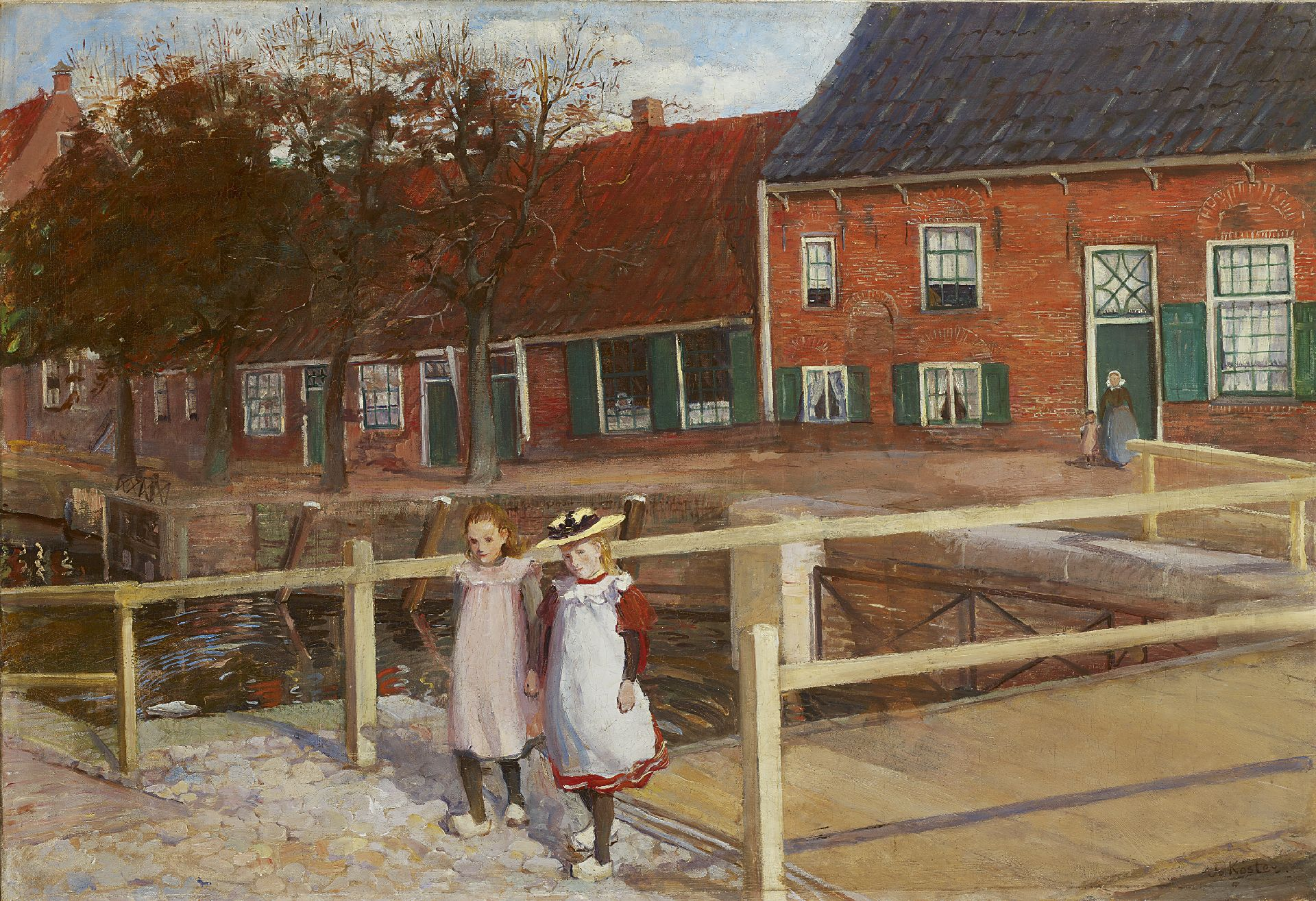
Girls on a Sunday stroll, Hasselt, vor 1944

Kosters Werk umfasst Ölgemälde, Aquarelle, Zeichnungen, Grafiken, Radierungen, Illustrationen, Lithografien sowie Holz- und Textilarbeiten. Nach ihrem Aufenthalt 1897 in Brüssel löste Koster sich zunehmend von der akademischen Malweise und experimentierte mit neuen Stilrichtungen aus Paris und Brüssel. Sie stand in engem Austausch mit den befreundeten Malern Jan Toorop, Ferdinand Hart Nibbrig und Jan Sluijters. Sie schuf Grafiken im Stil des Symbolismus, Gemälde im Jugendstil, naturalistische Bilder, aber zwischen 1900 und 1920 arbeitete sie hauptsächlich im pointilistischen und luministischen Stil, um das Licht, das ein wichtiges wiederkehrendes Thema in ihrem Werk war, nach ihren Vorstellungen darzustellen.
Werke von Jo Koster befinden sich unter anderem im Centraal Museum Utrecht, im Dordrechts Museum, im Gemeentemuseum Den Haag, im Kröller-Müller Museum, im Singer Laren und im Museum Boijmans Van Beuningen.